# Бискейн (национальный парк)
Национальный парк Бискейн (англ. Biscayne National Park) — национальный парк США, расположенный в южной части штата Флорида, к востоку от города Хомстед.
Охраняемой территорией является залив Бискейн, одно из наиболее популярных мест для подводных погружений в США. 95 % парка покрыто водой. На побережье залива расположен обширный мангровый лес. Площадь парка — 700 км².

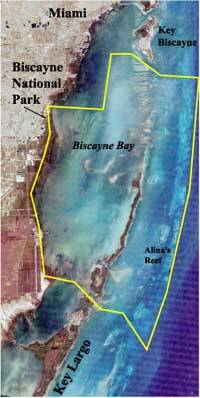
Границы парка отмечены на снимке из космоса

Эллиот-Ки, самый большой остров парка, считается первым островом Флорида-Кис, образующимся из кораллового рифа. Острова севернее — промежуточного типа из кораллов и песка.

## История
Национальный монумент Бискейн был основан 18 октября 1968 года. Монумент был преобразован в национальный парк 28 июня 1980 года.

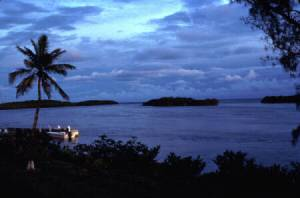
Большая часть парка покрыта водой